# フランク・ファリーナ
フランク・ファリーナ（Frank Farina、1964年9月6日 - ）は、オーストラリア・ダーウィン出身の元同国代表のサッカー選手、現サッカー指導者。

## 経歴

### 選手時代
ユース時代は、AISで過ごしたファリーナは、キャンベラ・シティFCでプロデビュー。デビューした年から7ゴールと才能を見せると、翌年には代表デビューした。それ以降、毎年コンスタントに得点を決めていくと1987-88、1988-89と2シーズン連続得点王と最優秀選手、1988年には初代オセアニア年間最優秀選手賞に選ばれた。
この活躍に国外クラブの関心を呼び、1988-89シーズンの途中にベルギーリーグのクラブ・ブルッヘへと移籍した。シーズン途中の移籍ながら16試合で6ゴールとまずまずの活躍をする。翌シーズンには24ゴールをあげ得点王となり、チームの優勝に貢献した。しかし、この後に移籍したイタリアとイングランドのトップリーグではノーゴールと苦しみ、フランスのトップリーグで3シーズン過ごしたものの毎シーズン一桁得点に終わった。
1995-96シーズンにオーストラリアへ戻ると20試合で20ゴールをあげ、翌シーズンも二桁得点をするなど活躍。1998-99シーズンに古巣のマルコーニ・スタリオンズFCへと戻り引退した。

### 監督時代
最初の監督業は、1995-96シーズンにブリスベン・ストライカーズFCで選手兼任監督としてスタート。翌シーズンも選手兼任監督をしながらNSL初優勝した（グランドファイナルでは自身でゴールを決めた）。
マルコーニ・スタリオンズFCでも選手兼任監督として活動した後に現役を引退。1999年にオーストラリア代表監督に就任すると、翌年、タヒチで開催されたOFCネイションズカップで優勝を果たした。2001年、オセアニア大陸王者として参加したFIFAコンフェデレーションズカップでは、世界王者であり欧州王者のフランス代表、メキシコ代表といった強豪国に勝利しグループリーグを突破。準々決勝では日本代表に1-0と敗れたものの、3位決定戦ではブラジル代表を破った。
2005年もFIFAコンフェデレーションズカップに参加したものの、グループリーグで全敗し敗退した。この結果を受けて監督を辞任し、後任にはフース・ヒディンクが就任した。その後、しばらくの間は新聞のコラムニストとして活動。2006 FIFAワールドカップ・予選の大陸間プレーオフウルグアイ代表戦では、この試合のコメンテーターをラジオ局で務めていた。
2006年11月15日、Aリーグのブリスベン・ロアーFCの監督に就任したが、2009年10月11日に飲酒運転で逮捕されたため解雇された。2011年2月11日、パプアニューギニア代表の監督に就任した。
2012年11月28日、パプアニューギニア代表監督と兼任する形で、Aリーグのシーズン途中(8試合終了)からシドニーFCの監督に就任し、2013-14シーズンまでチームを率いた。
2015年1月、ニュージーランドで開催されるFIFA U-20ワールドカップに挑むフィジー代表の監督に就任。6月に行われた本大会では、グループリーグで格上と目されたホンジュラス代表から歴史的な一勝を挙げた。
同年10月には、フィジーのフル代表とリオデジャネイロオリンピックに出場するU-23代表の監督を兼任することが発表された。2016年9月、フィジーサッカー協会より解任を通達された。

## 所属クラブ
- キャンベラ・シティFC 1983-1984
- シドニー・シティSC 1985-1986
- マルコーニ・スタリオンズFC 1987-1988
- クラブ・ブルッヘ 1988-1991
- ASバーリ 1991-1992

→  ノッツ・カウンティFC 1992 (loan)
- RCストラスブール 1992-1994
- リール 1994-1995
- ブリスベン・ストライカーズFC 1995-1998 (選手兼任監督)
- マルコーニ・スタリオンズFC 1998-1999 (選手兼任監督)

## 指導者経歴
- ブリスベン・ストライカーズFC 1995-1998 (選手兼任監督)
- マルコーニ・スタリオンズFC 1998-1999 (選手兼任監督)
- オーストラリア代表 1999-2005
- ブリスベン・ロアー 2006-2009
- パプアニューギニア代表 2011-2013
- シドニーFC 2012-2014
- U-20フィジー代表 2015
- U-23フィジー代表 2015-2016
- フィジー代表 2015-2016

## タイトル

### 選手時代
シドニー・シティSC
- NSLカップ:1回（1986）

マルコーニ・フェアフィールド
- NSLチャンピオンシップ:1回（1988）

クラブ・ブルッヘ
- ベルギー・ファースト・ディビジョンA:1回（1989–1990）
- ベルギーカップ:1回（1990–1991）
- ベルギー・スーパーカップ:2回（1990、1991）

ブリスベンス・トライカーズFC
- NSLチャンピオンシップ:1回（1996–1997）

個人
- NSL得点王:2回（1987、1988）
- NSL最優秀選手:2回（1987、1988）
- オセアニア年間最優秀選手賞:1回（1988）
- ベルギーリーグ得点王:1回（1989-90）
- オーストラリアサッカー殿堂: 2001

### 監督時代
ブリスベンス・トライカーズFC
- NSLチャンピオンシップ:1回（1996–1997）

オーストラリア代表
- OFCネイションズカップ:2回（2000、2004）